# Mike Carter
Michael D'Andrea Carter, detto Mike (Dallas, 29 ottobre 1960), è un ex pesista ed ex giocatore di football americano statunitense.

## Atletica leggera

### Palmarès
| Anno | Manifestazione  | Sede        | Evento         | Risultato | Prestazione | Note |
| ---- | --------------- | ----------- | -------------- | --------- | ----------- | ---- |
| 1981 | Universiadi     | Bucarest    | Getto del peso | Oro       | 20,19 m     |      |
| 1983 | Universiadi     | Edmonton    | Getto del peso | Oro       | 19,74 m     |      |
| 1984 | Giochi olimpici | Los Angeles | Getto del peso | Argento   | 21,09 m     |      |

## Football americano

### Vittorie e premi

#### Franchigia
- Super Bowl : 3

San Francisco 49ers: Super Bowl XIX, Super Bowl XXIII, Super Bowl XXIV
- National Football Conference Championship: 4

San Francisco 49ers: 1984, 1988, 1989

#### Individuale
- Convocazioni al Pro Bowl: 3

1985, 1987, 1988